# Greetingman
 (février 2021).

Greetingman (coréen : 그리팅맨) est un projet d'art contemporain.
Il est principalement soutenu par Yoo Young-ho, un sculpteur sud-coréen. Le concept est d'édifier des statues bleues d'un homme de 6 mètres de haut s'inclinant dans un geste d'accueil typiquement asiatique, la couleur bleue signifiant l'absence de préjugés .
En octobre 2012, une première statue fut érigée dans le quartier de Buceo, Montevideo, Uruguay,.
Une seconde statue fut dévoilée en octobre 2013 en Corée du Sud, près de la zone démilitarisée coréenne, à Haean, district de Yanggu, Gangwon .
Une troisième statue a été construite en janvier 2016 à Panama City, Panama, la deuxième à être dévoilée en Amérique latine.